# Salvii
La gens Salvia était une famille romaine plébéienne de la fin de la République, qui a pris de l'importance sous le début de l'Empire. À cette époque, les Salvii atteignirent le rang équestre et occupèrent par la suite diverses positions dans l'État romain pendant les deux siècles suivants, avant de retomber dans l'obscurité. Lucius Salvius Othon fut élevé au rang de patricien par l'empereur Claude, mais le plus illustre des Salvii fut son fils, Marcus, qui fut proclamé empereur en 69,.

## Origine
Les Salvii étaient sans aucun doute d'origine Sabellic, car leur nomen est un nom patronymique dérivé du praenomen oscan commun Salvius. Ils se sont probablement répandus dans toute l'Italie bien avant d'obtenir la citoyenneté romaine; l'empereur Othon descendait d'une ancienne et noble famille de Ferentinum, en Étrurie,.

## Membres

### Sous la République
- Salvius, praefectus sociorum en -168[4]
- Salvius, praetor urbanus vers -76/74 [5],[6] et peut-être l'auteur de l' Interdictum Salvianum[7]
- Salvius, centurion et l'un des meurtriers de Pompée en -48. [8]
- Salvius, tribun de la plèbe en -43 et premier homme tué lors des proscriptions du Deuxième Triumvirat[9]
- Salvia Titisenia, une maîtresse d'Octave[10].

#### Salvii Otho
- (Salvius), (v.-60 - ?), chevalier romain de Ferentum;
  - Marcus Salvius Otho, (v.-30 - ap.v.1), triumvir monétaire en -7, préteur vers 1[11];
    - Lucius Salvius Otho, (v.-10 - v.55), consul suffect en 33, proconsul d'Afrique[12];
      - Lucius Salvius Otho Titianus, (v.18 - ap.69), consul en 52, proconsul d'Asie[13].
        - Lucius Salvius Otho Cocceianus, (v.48 - 93/6), consul suffect en 82[14].

      - Salvia, (v.20 - ap.69), fiancé dans sa jeunesse à Drusus Iulius Caesar
      - Imp. Marcus Otho Caesar Augustus, (28/4/32 - 16/4/69), Augustus en 69[15].

### Sous le Principat

#### Salviid'Urbs Salvia
- Caius (Salvius Liberalis), (v.5 - ?);
  - Caius Salvius Liberalis Nonius Bassus, (v.30 - ap.105), consul suffect en 85[16],
    - Caius Salvius Vitellianus, (v.52 - ap.84), légat propréteur de Macédoine en 84[17];

#### Salvii Rufini
- Titus (Salvius Rufinus), (v.40 - ?);
  - ? (Salv)ius Rufinus Minicius Opimianus, (v.60 - ?), procurateur en Asie;
    - Titus Salvius Rufinus Minicius Opimianus, (v.80/5 - ap.139), consul suffect en 123;
      - ? (Minicius) Opimianus, (v.120 - ap.155), consul suffect en 155;
        - ? Minicius Opimianus, (v.150 - 202/3), consul suffect vers 187, proconsul d'Afrique;

#### Salviid'Hadrumentum
- Publius (Salvius), (v.90 - ?);
  - Lucius Octavius Cornelius Publius Salvius Julianus Aemilianus, (v.115 - ap.148), consul en 148, juriste[18];
    - ? (Lucius Cornelius Salvius Tuscus), (v.140 - ?);
      - ? Lucius Cornelius Salvius Tuscus, (v.165/70 - ap.204), prêtre salien en 181; il a servi comme quindécimvir en 204[19].
      - ? Vibia Salvia Varia, (v.170/5 - ap.208), épouse de Lucius Roscius Aelianus puis de Marcus Nummius Umbrius Primus Senecio Albinus;

    - ? Publius Salvius Julianus, (v.140/5 - 182), consul en 175[20].
      - ? (Salvius), (v.170 - ?), fiancé à la fille de Paternus

  - (Salvia) Clara Aemilia, (v.120 - ?), épouse de Petronius Didius Proculus puis de Nummius Albinus;

#### Salvii Cari
- Salvius Carus, (v.100 - ap.134), proconsul de Crète et Cyrénaïque en 134[21];
  - ? (Salvius Carus), (v.130 - ?);
    - ? Lucius Salvius Carus, (v.150 - ap.170), salins patatins en 170;

#### Autres
- Salvia Postuma a financé la construction d'un arc à Pola en Vénétie et Histria, datant de la fin du Ier siècle av. J.-C. Elle était le mari de Lucius Sergius et leur fils était Lucius Sergius Lepidus[22],[23].
- Publius Salvius Aper, préfet du prétoire avec Quintus Ostorius Scapula en 2 av. Aper n'est pas connu pour avoir été lié à l'Othones contemporain[24],[25].

#### Salvii d'Arles
- ? Salvius, (v. 495 - ap. 542/9), notable d'Arles;
  - N, (v. 520 - ?);
    - ? Desiderius, (v. 540 - 587), duc d'Albi et de Cahors;
      - ? Salvius, (v. 560/5 - v. 618), notable d'Albi;
        - Syagrius, (v. 585 - 629/30), comte d'Albi, patrice de Provence;
          - ? Syagria, (v. 610 - ?), épouse de Deodatus;

        - Rusticus, (v. 585/9 - 630), évêque de Cahors en 623;
        - Desiderius, (v. 589 - 655), patrice de Provence, évêque de Cahors;
        - Avita;
        - Salvia;

    - ? Nectaria, (v. 545 - ?), épouse un frère d'Avitus;
    - ? Desideratus, (v. 550 - ap.605), évêque d'Albi;
      - ? Desideratus, (v. 570/80 - ap. 592/627), évêque de Clermont;

    - Disciola Dido, (555 - 583), religieuse;

  - Salvius, (v. 520/5 - ap. 574), évêque d'Albi en 574[26];